# Triphosa depleta
Triphosa depleta är en fjärilsart som beskrevs av W. Warren 1899. Triphosa depleta ingår i släktet Triphosa och familjen mätare. Inga underarter finns listade i Catalogue of Life.